# Шагирт
Шагирт (в верховье — Верхний Шагирт) — река в России, протекает в Пермском крае. Устье реки находится в 130 км по правому берегу реки Буй. Длина реки составляет 34 км, площадь водосборного бассейна 221 км².

## Данные водного реестра
По данным государственного водного реестра России относится к Камскому бассейновому округу, водохозяйственный участок реки — Буй от истока до Кармановского гидроузла, речной подбассейн реки — бассейны притоков Камы до впадения Белой. Речной бассейн реки — Кама.
Код объекта в государственном водном реестре — 10010101112111100016205.